# Carl Gotthard Hammerbeck

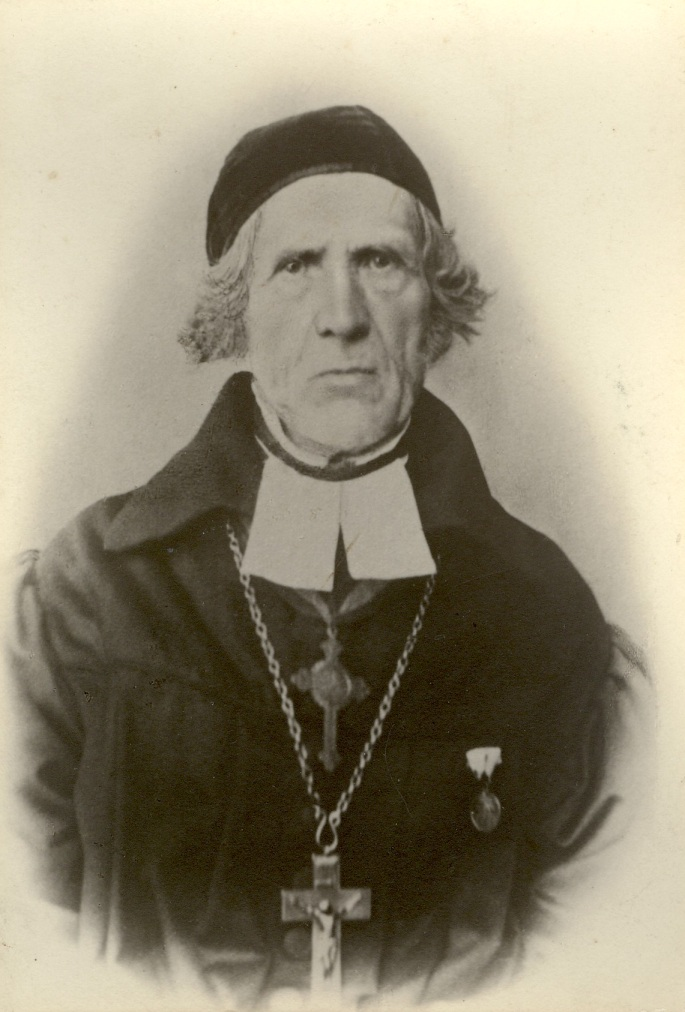
Pastor Carl Gotthard Hammerbeck (1800–1870) mit dem Goldenen Prediger-Brustkreuz und dem Krimkrieg-Brustkreuz

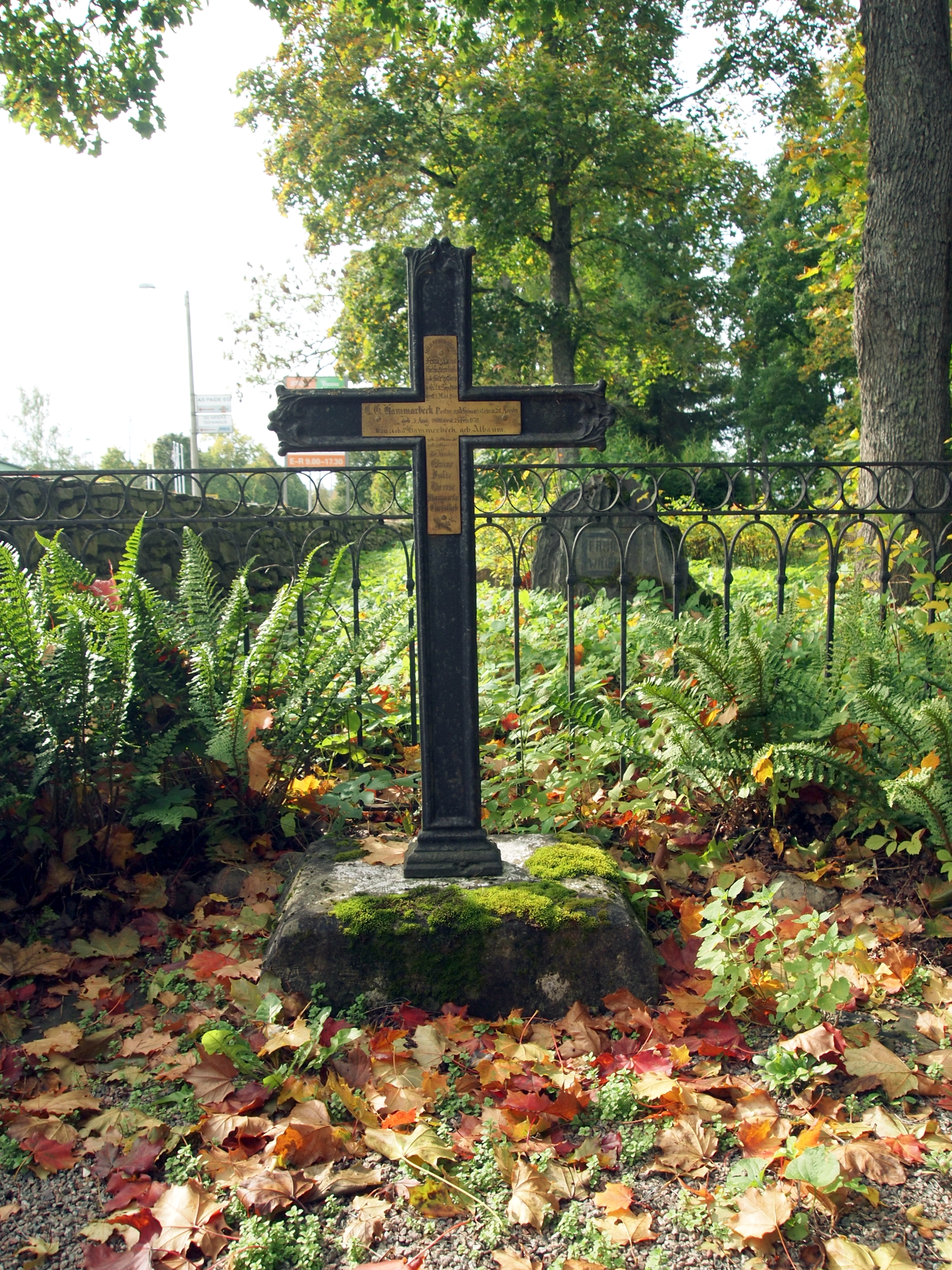
Grab von Carl Gotthard Hammerbeck

Carl Gotthard Hammerbeck (* 3. Augustjul. / 15. August 1800greg. in Weissenstein; † 25. Februarjul. / 9. März 1870greg. in Fellin) war ein deutschbaltischer Geistlicher.

## Leben
Seine Eltern waren der Schlossermeister Christian Friedrich Hammerbeck (1754–1823) und Anna Elisabeth, geb. Stenfors.
Carl Gotthard Hammerbeck besuchte zunächst die Kreisschule in seiner Geburtsstadt Weissenstein und dann von 1815 bis 1820 das Gustav-Adolf-Gymnasium in Reval. Von 1820 bis 1823 studierte er Theologie an der Kaiserlichen Universität Dorpat. Nach dem Abschluss arbeitete er zunächst als Hauslehrer. 1825 wurde er Pastor von Weissenstein und St. Annen. Seine Ordination fand am 15. November 1825 in der Ritter- und Domkirche durch Oberpastor Hörschelmann statt.
Carl Gotthard Hammerbeck gründete die erste estnischsprachige Schule in Weissenstein.
1826 heiratete er Franziska Ahlbaum. Aus der Ehe ging ein Sohn hervor, Karl Georg Hammerbeck (1831–1875).
Im Juni 1866 erlitt er auf der Kanzel einen Schlaganfall und nahm im Monat darauf seinen Abschied. Danach zog er nach Fellin, wo er 1870 starb. Er wurde in Weissenstein begraben.

## Auszeichnungen und Ehrungen
- 1849: Goldenes Prediger-Brustkreuz[4]
- Krimkrieg-Brustkreuz (Kreuz zum Gedächtnisse des vaterländischen Krieges von 1853 bis 1856)
- kupfernes Predigerkreuz am Wladimirbande[4]
- Medaille am Andreasbande[4]

Die „Paide Hammerbecki Põhikool“ in Weissenstein trägt seinen Namen.

## Veröffentlichungen
- Rede am 2. Jahrestage des Waisenhauses zu Weissenstein. In: Carl Matthias Henning (Hrsg.): Evangelische Zeugnisse. Lindfors, Reval 1837, S. 181.
- Nachricht von den Beiträgen zum Wiederaufbau der 1845 abgebrannten Kirche zu Weissenstein. In: Das Inland. Nr. 4, 1847, S. 75 und Nr. 42, 1848, S. 911–913.